# Исламский фронт спасения
Исламский фронт спасения (араб. الجبهة الإسلامية للإنقاذ‎: al-Jabhah al-Islāmiyah lil-Inqādh, фр. Front islamique du Salut) — исламистская политическая партия в Алжире, активный участник гражданской войны. В 1991-92 годах ИФС едва не пришёл к власти на парламентских выборах, но они не были завершены из-за военного переворота. В настоящее время партия запрещена. Иногда называется террористической организацией, хотя в реестре террористических организаций Государственного департамента США упоминается только как исламистская партия.

## История
Исламский фронт спасения (ИФС) Алжира был основан в мечети Ас‑Сунна столичного района Баб-эль-Уэд 18 февраля 1989 года. 23 февраля в стране прошёл референдум, итогом которого стало закрепление в конституции положения о многопартийности. Накануне референдума несколько сотен имамов со всей страны, многие из которых ранее входили в подпольные исламские группы, провели первую генеральную ассамблею ИФС. Проект политической программы партии был представлен 7 мая. Хотя программа предусматривала установление норм шариата во всех областях жизни, общий её тон был относительно умеренным. В экономике предполагалось усиление частного сектора и ограничение вмешательства государства в промышленность. Авторы программы выступали за повсеместное использование арабского языка, при этом не выступали за полный отказ от других языков.
Руководящими органами ИФС являлись Национальный исполнительный совет и Консультативный совет, в котором состояло 35-40 человек. Публичными лидерами партии являлись её председатель Аббас Мадани и его заместитель Али Бельхадж. Последний вместе с Хашеми Сахнуни являлся одной из наиболее заметных фигур радикального крыла внутри партии. Имена остальных руководителей партии были до середины 1991 года практически неизвестны. Известно, что в руководстве ИФС были широко представлены дипломированные инженеры. Самой большой опорой партии были мужчины до 30 лет, сильнее всего страдавшие от экономического кризиса, безденежья и безработицы, не имевшие надежды на будущее. Через тесные связи с исламским духовенством ИФС контролировал около 10 тысяч мечетей, благодаря чему мог собирать на протестные акции сотни тысяч человек. Также ИФС широко использовал для влияния на народные массы находившиеся под его контролем периодические издания: газету «Эль‑Мункыз», еженедельники «Эль‑Фуркан» и «Эль‑Баляг». Финансовую поддержку партии предоставляли торговцы, контрабандисты и прочие представители частного сектора.
21 декабря (месяц спустя после массовой демонстрации женщин против исламизации) состоялась стотысячная женская демонстрация в защиту ислама.
И хотя в 1990 г. в Алжире было 24 партии, победу на муниципальных выборах 12 июня 1990 г. одержал ИФС, намного опередив правящий Фронт национального освобождения (ФНО), не говоря уже о других партиях — за ИФС проголосовало 54 % избирателей. ФНО продолжал терять влияние, а исламисты усиливались, чему способствовали как развал и дискредитация руководства ФНО, так и ухудшение экономической ситуации: цены на продукты питания в 1989—1991 гг. выросли в 4-5 раз, а число безработных — с 2,5 до 4 млн человек, 75 % которых были в возрасте 16-23 лет.
Они особенно остро воспринимали ожесточенную (порой чрезмерную и несправедливую) критику режима всеми его оппонентами и больше всего склонялись на сторону исламистов, обещавших обязать всех зажиточных мусульман согласно принципу садака (милосердного подаяния) заботиться о малоимущих единоверцах. Поэтому, несмотря на постоянные стычки с полицией и преследования, ИФС вырос в грозную силу, имея к лету 1991 г. не менее трех миллионов сторонников.
23 мая 1991 года ИФС призвал к бессрочной политической забастовке с требованиями досрочных президентских выборов и изменении избирательного закона. После столкновений боевиков ИФС с силами безопасности в стране был введён комендантский час (отменён 22 сентября), 30 июня были арестованы многие активисты ИФС, включая лидеров исламистов, Аббаса Мадани и Али Бельхаджа.
На выборах в парламент в декабре 1991 г. он получил 47,5 % голосов в первом туре и 188 мест депутатов. Ясно было, что после победы во втором туре ИФС может, изменив конституцию, превратить Алжир в «исламское государство».
11 января (за пять дней до второго тура выборов) президент Шадли Бенджедид, тщетно пытавшийся договориться с ИФС, ушёл в отставку. Совет национальной безопасности во главе с премьер-министром отменил второй тур. Был создан Высший государственный совет (ВГС) во главе с Мухаммедом Будиафом, одним из «исторических вождей» революции. Лидеры ИФС были арестованы, но ИФС был готов к уходу в подполье. На происшедшее исламисты отреагировали террором. Тактика экстремистов строилась как на ударах по военно-полицейским силам и представителям элиты, так и на запугивании населения. 9 февраля в стране было введено чрезвычайное положение, а ИФС распущен с 4 марта. В ответ на это 29 июня М. Будиаф был убит.
12 июля Аббаси Мадани и Али Бельхадж были приговорены к 12 годам тюремного заключения за «вооружённое сопротивление и антиправительственный заговор». Тем временем исламистские группировки и военные развязали гражданскую войну, но ушедшие в подполье и бежавшие из страны структуры ИФС долгое время воздерживались от насилия. Однако ряд активистов ИФС участвовали в боях и терактах, и в 1994 году они объединились в Исламскую армию спасения. ИФС и ИАС находились во враждебных отношениях не только с правительством, но и с Вооружённой исламской группой.
По некоторым данным, в период подъёма организация финансировалась из Ирана — в 1992 году она предположительно получила 20 млн долларов.